# Ziel-2-Region
Die Ziel-2-Region waren von 2000 bis 2006 Regionen in der EU, die von wirtschaftlicher oder sozialer Umstellung betroffen waren (z. B. aufgrund von Verarmung ländlicher Gebiete oder industriellem Rückgang). Sie erhielten 13 % des Budgets der Europäischen Fonds für regionale Entwicklung (EFRE). Bei der Förderung der Industrie waren vor allem Beschäftigung, Umweltschutz und Wettbewerbsförderung ein Faktor.